# Тапиро, Хосе
Хосе Тапиро (исп. José Tapiró i Baró ) — испанский художник-ориенталист. Работал в технике акварель.

## Биография
Хосе Тапиро родился 7 февраля 1836, в каталонском городке Реус. Его родители владели хозяйственным магазином. Рано проявил талант к рисованию. Первые уроки получил у Доменца Соберано в 1849 году, местного торговца вином и художника-любителя. В 1853 году поступил в Школу искусств Барселоны, где он учился у Клаудио Лоренсале. Огромное влияние на творчество Хосе Тапиро оказало искусство Востока и путешествие в Марокко. Тапиро работал с акварелью, и прославился портретами марроканских дервишей. Рисунки художника хранятся в Мадриде, в Музее Прадо.Картина Тапиро "Интерьер Королевской капеллы в Гранаде. 1871 г." находится в коллекции Государственного Музея истории религии (ГМИР) в Санкт-Петербурге.

## Награды
- 1866 — 3 место в Национальной выставке искусств в Барселоне
- 1893 — медаль Международной выставки в Чикаго